# Gliese 581 c
Gliese 581 c je egzoplanet u orbiti oko zvijezde Gliese 581 u zviježđu Vage udaljen 20,37 svjetlosnih godina od Zemlje. 
Planet Gliese 581b, ima masu sličnu Neptunovoj.  Identificiran je u Europskoj južnoj opservatoriji (ESO), organizaciji koja okuplja astronome zemalja EU i Švicarske, u La Silli u čileanskoj pustinji Atacama.
Ovaj planet je bio kvalificiran kao najsličniji planetu Zemlji od svih dosad poznatih, ali novi modeli upućuju da se nalazi izvan nastanjive zone. Planet Gliese 581d je nastanjiv za razliku od ovog. Otkriven je 26. travnja 2007. godine. Putanja oko njegovog sunca je puno kraća. Naime, planet je čak 14 puta bliži suncu (crvenom patuljku), koje je puno blijeđe i manje od našeg Sunca. Zbog toga jedna godina traje 13 dana.
Planet 581c se nalazi u tzv. nastanjivoj zoni oko ultralakog crvenog patuljka Gliese 581 (GJ 581), koji je dom još triju, a moguće i četiriju planeta. 
Prosječna temperatura je bila procjenjena između 0 i 40 °C, što omogućuje postojanje vode u tekućem stanju na njezinoj površini. Prema novim modelima, zbog efekta staklenika prava temperatura mogla iznositi do 200°C, ili čak više od 1.000 stupnjeva Celzijevih.
Svi otkriveni planeti i do sada su imali tzv. Zlatokosin problem: ili su bili prevrući, ili prehladni, ili jednostavno preveliki i plinoviti, kao nenastanjivi Jupiter.